# Forêt nationale d'Apalachicola
La Forêt nationale d'Apalachicola (en anglais : Apalachicola National Forest) est la plus grande forêt nationale de l'État de Floride, au sud-est des États-Unis. Elle s'étend sur 2 276,78 km2 et se trouve dans la région de Big Bend à l'extrémité est de la Panhandle. La forêt englobe de nombreux lacs.

## Description
La forêt s'étend sur les comtés de Liberty, Wakulla, Leon, Franklin et de Bay. Le quartier général du service des forêts est basé à Tallahassee mais des services locaux sont localisés à Bristol et Crawfordville.
La forêt est en partie composée de marais recouverts de cyprès des étangs, créant quelquefois des cypress dome. La réserve intégrale de Bradwell Bay contient en outre 40 hectares de marais recouverts de pins à aiguilles longues et de Nyssa biflora,.

La forêt contient deux réserves intégrale(Wilderness Areas), soir Mud Swamp/New River et Bradwell Bay. Il est toutefois possible d'y accomplir des activités de loisirs comme la marche, la natation et du nautisme dans des zones d'activités de loisirs.

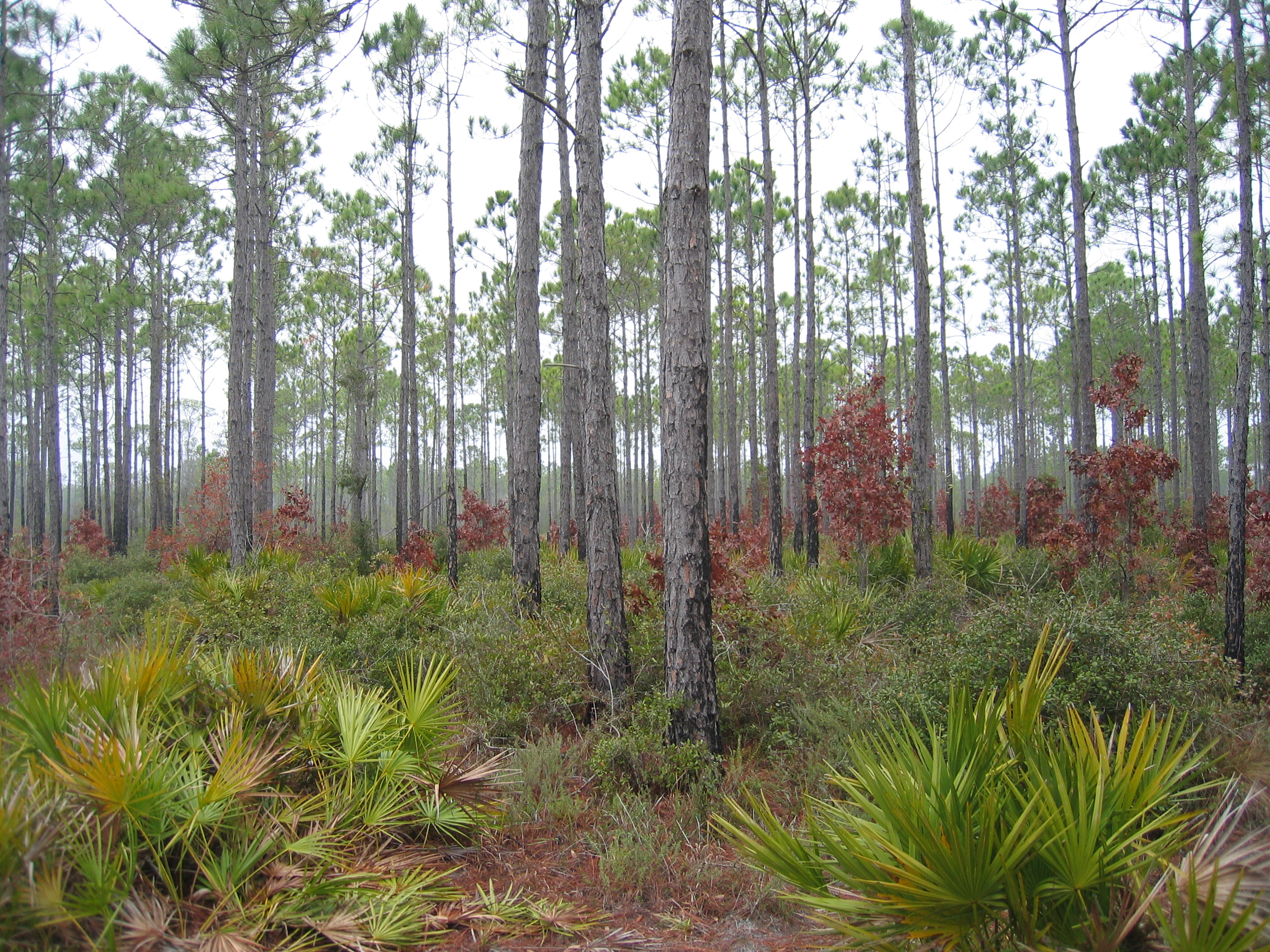
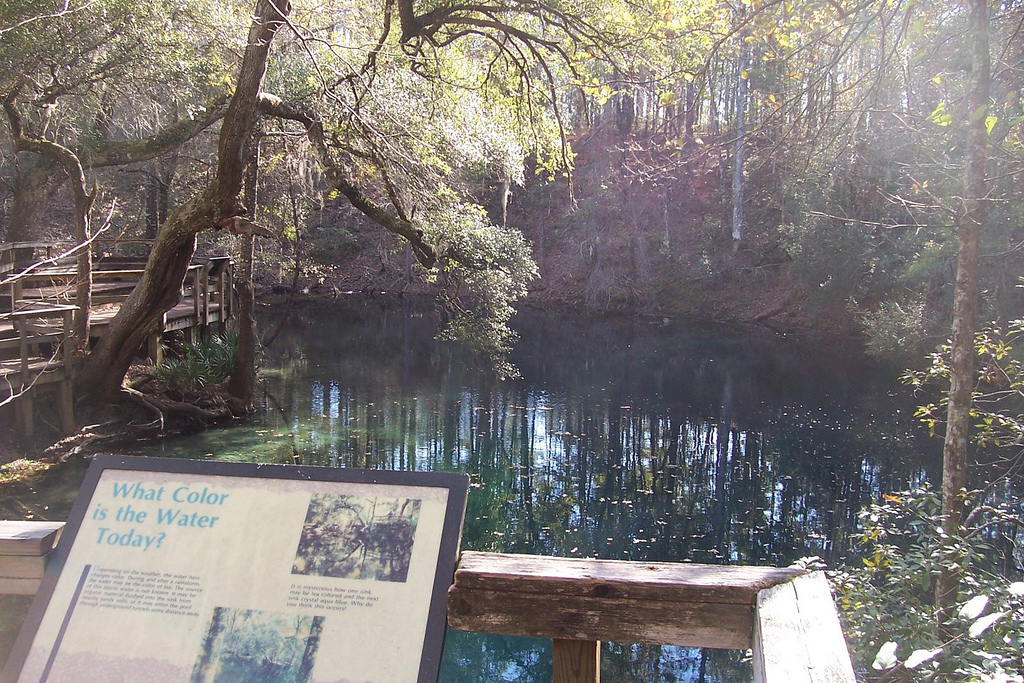
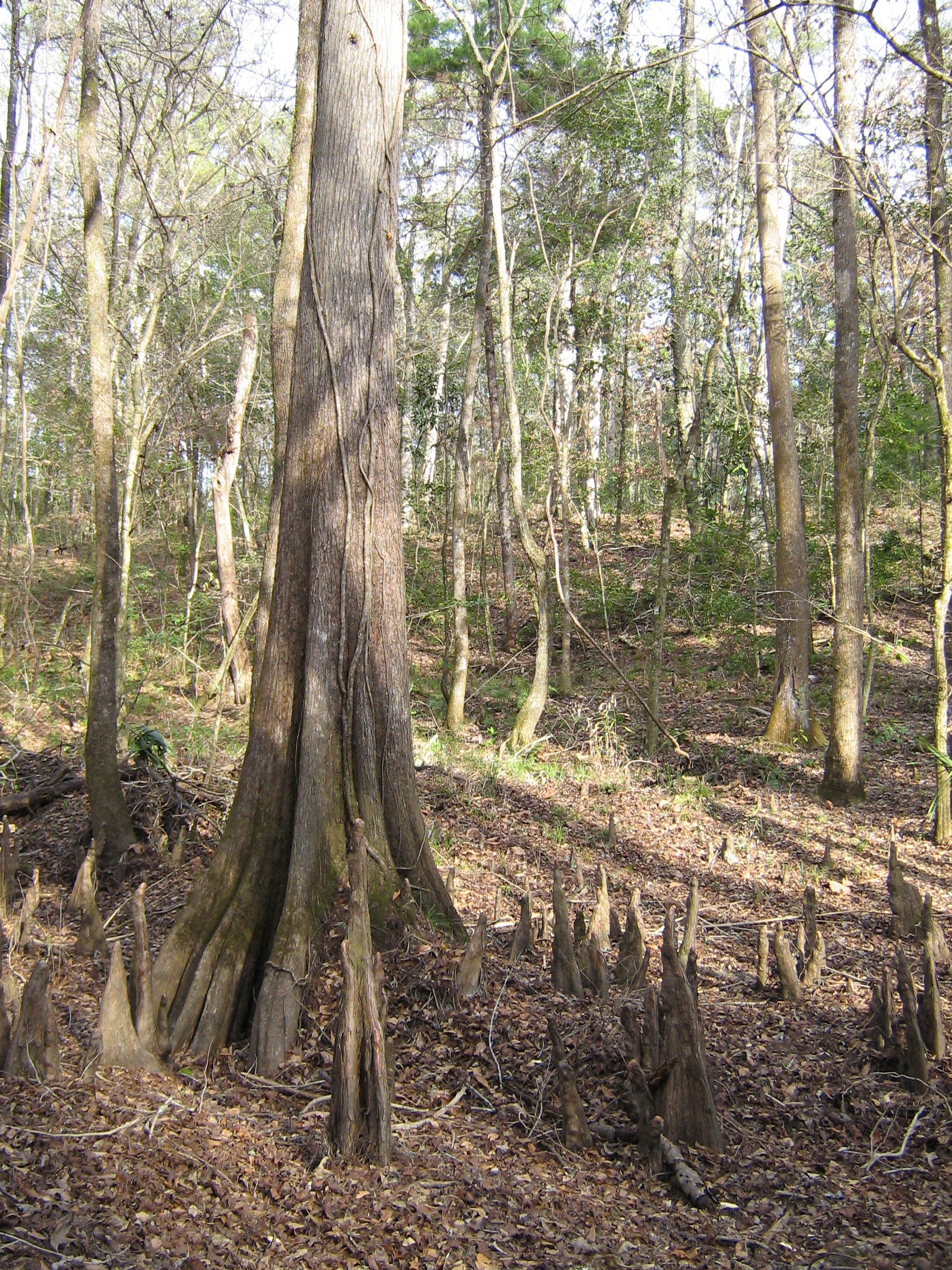